# Kateřina Olivová
Kateřina Olivová, též známá jako Kača Olivová (* 27. června 1984 Znojmo), je česká umělkyně, videoartistka, performerka, kurátorka a výtvarná pedagožka.
Po devítileté základní škole absolvovala Gymnázium Dr. Karla Polesného ve Znojmě (1999–2003), poté vystudovala obor Sdružená uměnovědná studia na Filosofické fakultě Masarykovy univerzity (2003–2006). Následně studovala v Ateliéru tělového designu na FaVU VUT v Brně, na Filosofické fakultě MU obhájila magisterský titul v oboru Učitelství estetické výchovy pro střední školy, a na FaVU získala doktorský titul.

## Dílo
Performance Kateřiny Olivové, jimž se plně věnuje od roku 2011, se pohybují na pomezí pornografie, ač její představení mají obvykle znatelně méně pornografický charakter než např. některé fotografie aktů, a sama performerka – jež se považuje za feministku – se proti zobrazování ženy jako pornografického, odosobněného objektu vymezuje.
Performerka svou nahotou nenaplňuje tužby přihlížejících (ač ti své uznání někdy projevují); prezentuje pouze svoji vizi, jíž je nahé tělo nedílnou a základní součástí; uspokojuje svou uměleckou potřebu a naplňuje umělecký záměr, do nějž se přihlížející nemusejí, ale mohou různým způsobem zapojit.
Ve svých vystoupeních používá reprodukovanou hudbu, různé rekvizity a kostýmy, masky, mlhostroj, třpytky, bazén, trampolínu, nebo svého muže, rovněž performera, Aloise Stratila (* 1980).

### Citát

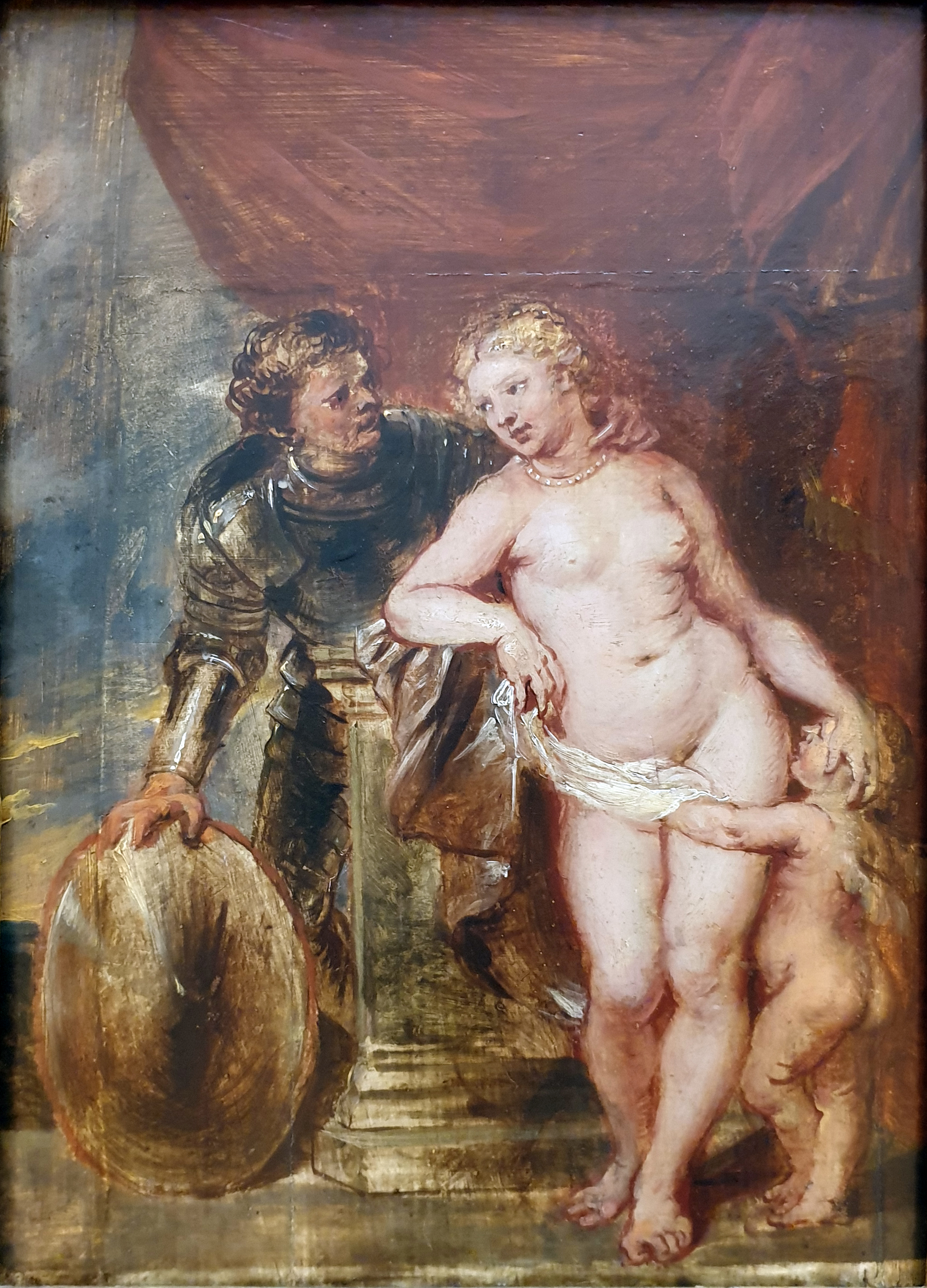
Podle Lenky Klodové, učitelky Kateřiny Olivové, je ženské tělo měkčí a oblejší, takže je esteticky přijatelnější než to mužské. — Peter Paul Rubens: Mars, Venuše a Amor, 1636

| „            | Mám velikost 90H. Košíčky osmičky. Už na základce jsem měla velká prsa. Ale nikdy jsem neměla mindrák. Řešila jsem, že jsem tlustá, ale že mám velké kozy, to mi nevadilo, s kozama jsem byla vždycky spokojená. Mám nějakou menší skoliózu, chodila jsem se zády na cvičení, no a tam nás učili se rovnat, chodit vzpřímeně. Takže mě nejenom nikdy nebolela záda, ale prostě jsem ty kozy uměla a umím nosit. | “ |
| — K. Olivová | |   |

### Ocenění
- Finalistka Ceny Jindřicha Chalupeckého (2018)

### Vydané knihy
- Milk and Honey, 2021 – sbírka rozhovorů s umělci